# Jan Six (1978)
Jan Six (Amsterdam, 25 juni 1978), ook wel Jan Six XI genoemd, is een Nederlands kunsthandelaar en kunsthistoricus. Six is een telg van het geslacht Six.

## Biografie
Six groeide op in Amsterdam, waar hij vanaf zijn elfde jaar woonde aan de Amstel, in het pand waar onder andere het portret van een van zijn voorvaderen, de Amsterdamse regent en schrijver Jan Six I, aan de muur hing.
Six studeerde een jaar aan de Reinwardt Academie in Amsterdam. Vervolgens studeerde hij van 1998 tot 2003 kunstgeschiedenis en archeologie aan de Universiteit van Amsterdam, alwaar hij in 1999 lid werd van het Amsterdamsch Studenten Corps. In 2000 werd hij curator van de Collectie Six.
Na zijn studie werkte hij gedurende vijf jaar bij veilinghuis Sotheby's, eerst in Londen, de laatste twee jaar als hoofd van de afdeling oude meesters in Amsterdam. In 2009, toen het bedrijf ging inkrimpen en onder andere de vestiging in Amsterdam wilde sluiten, nam hij ontslag bij Sotheby's. Hij begon voor zichzelf en startte een kunsthandel in oude meesters, Jan Six Fine Art, gevestigd aan de Herengracht in Amsterdam. Hij ging in zijn nieuwe bedrijf samenwerken met de Londense firma Hazlitt, Gooden & Fox. Sindsdien is hij kunsthandelaar in oude meesters. Daarnaast verzamelt Six moderne kunst.

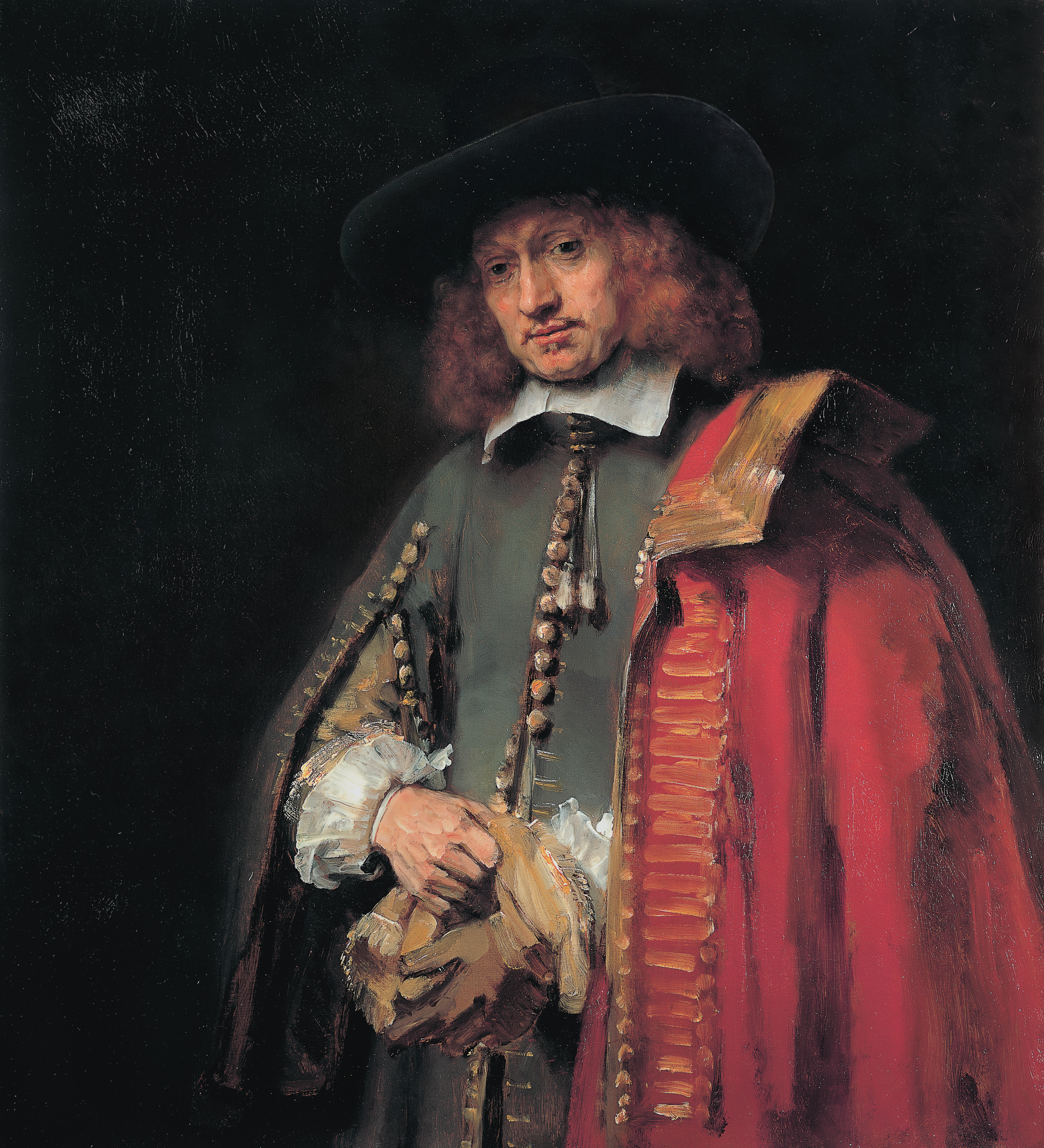
Jan Six I, door Rembrandt. Het portret in de woning van de familie Six aan de Amstel.
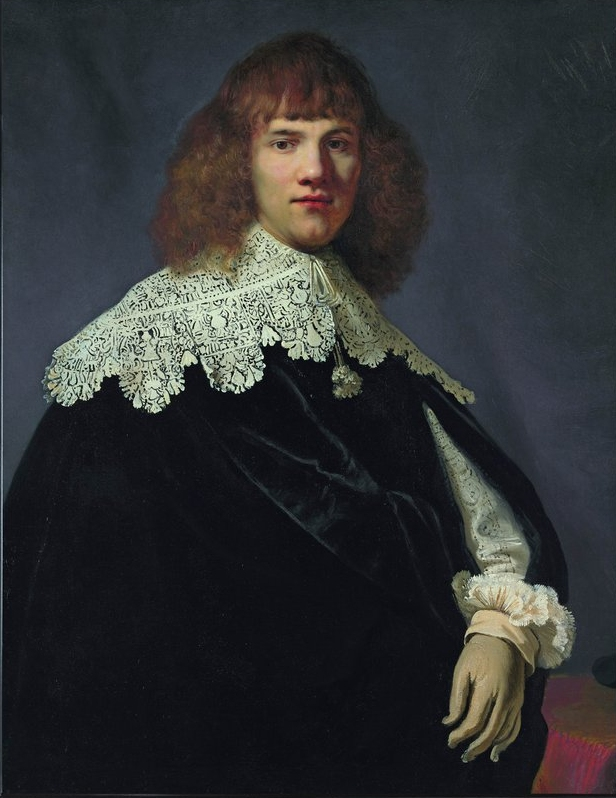
Portret van een jonge man, door Six en Ernst van de Wetering toegeschreven aan Rembrandt.
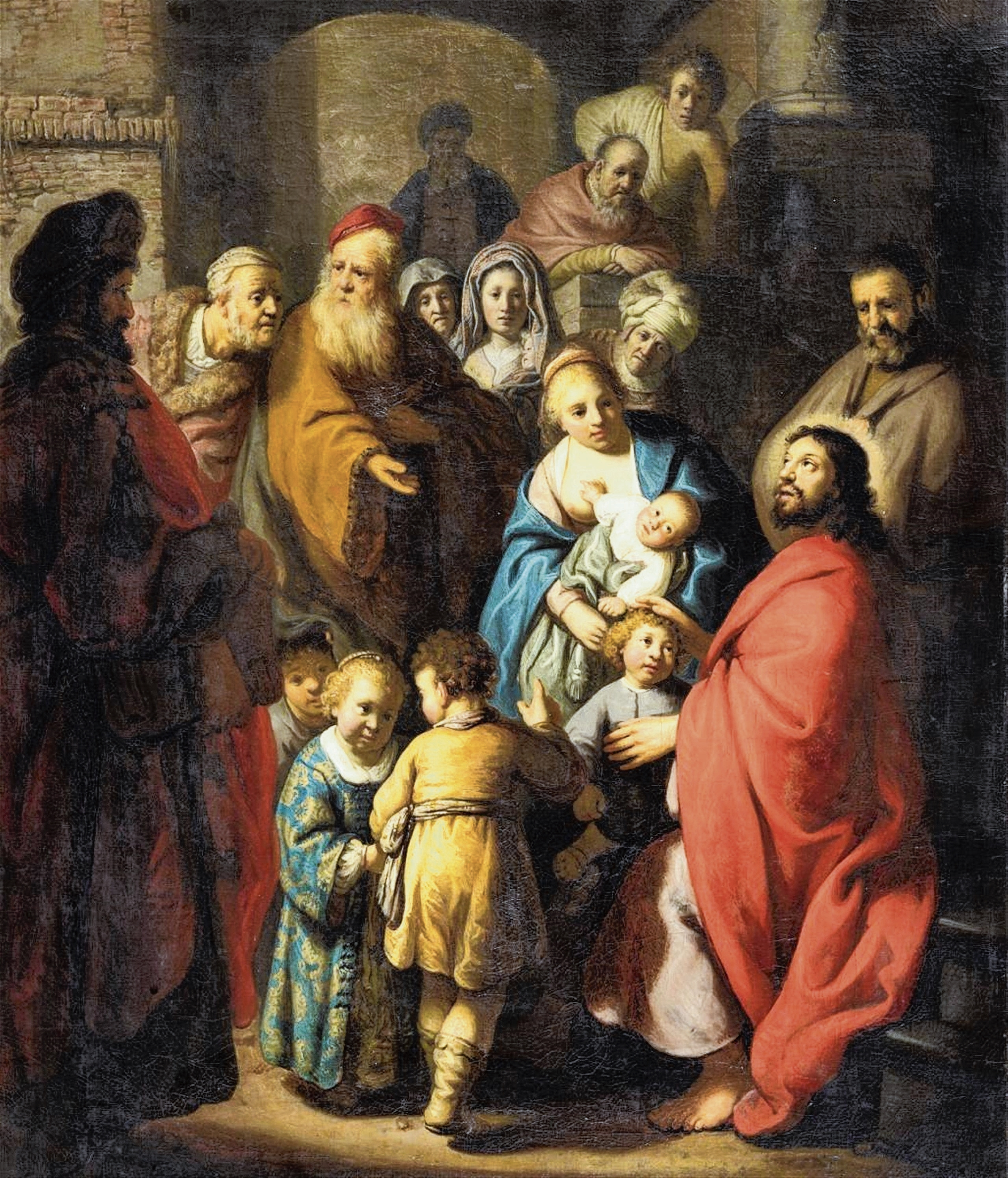
Rembrandt ? - Laat de kinderen tot mij komen
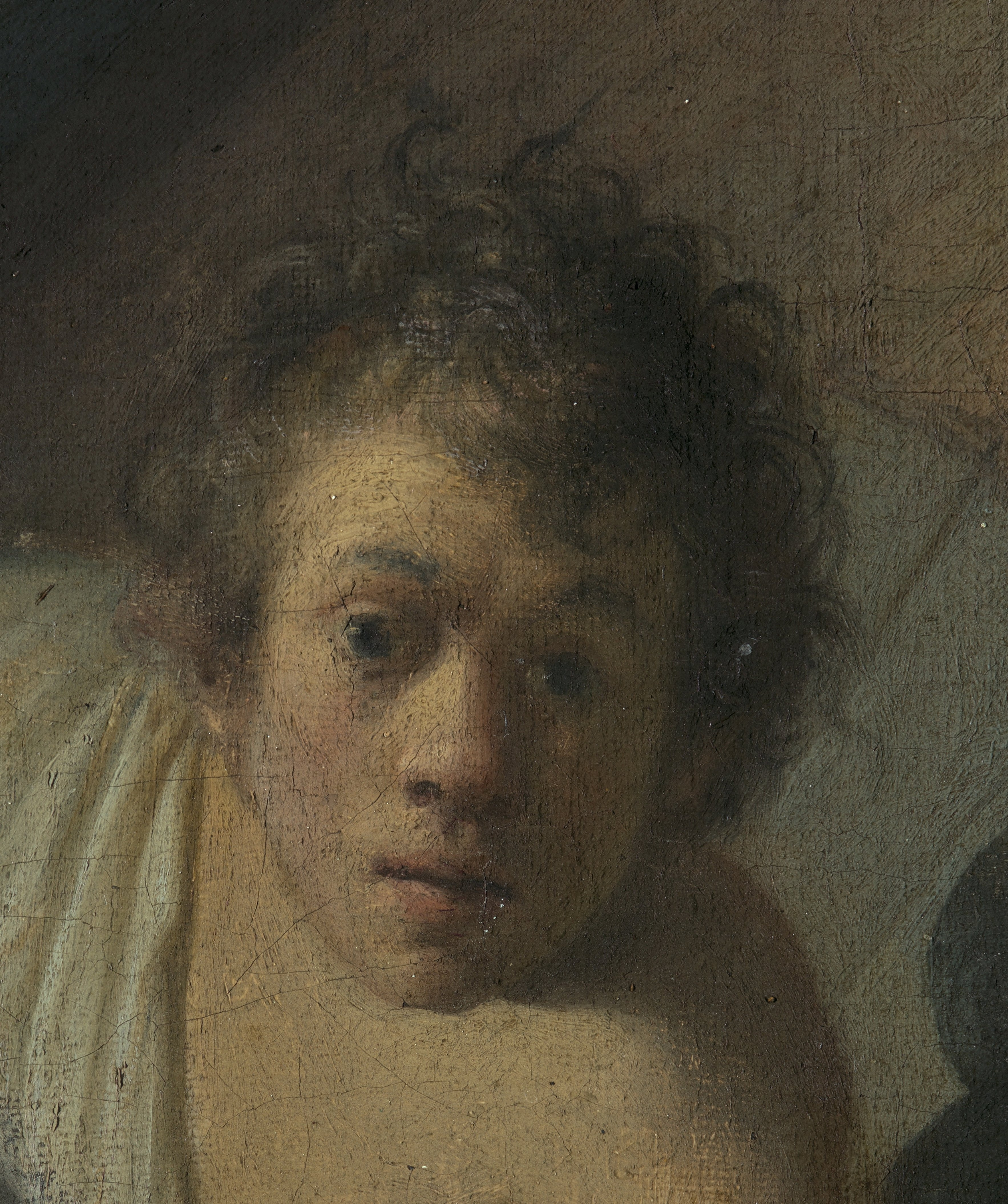
Detail van het schilderij Laat de kinderen tot mij komen, volgens Six een zelfportret van Rembrandt
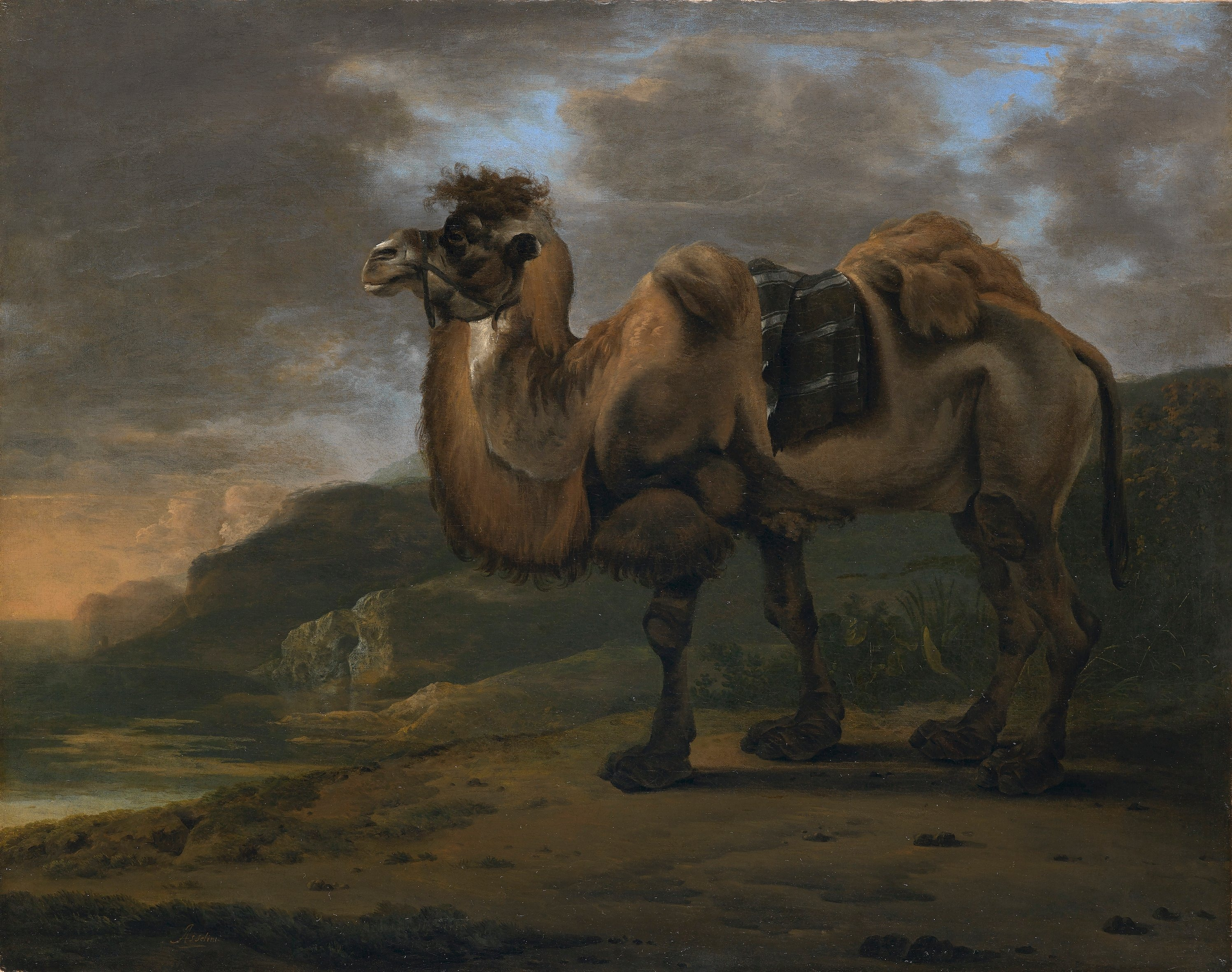
Kameel van Jan Asselijn

## Kunsthandel en ontdekkingen

### Portret van een jonge man
Eind 2016 kocht Six voor 137.000 pond (ca. 156.000 euro) bij een kunstveiling bij Christie's in Londen een schilderij waarvan hij vermoedde dat het geschilderd was door Rembrandt van Rijn. Vooral de observerende blik van de jongeman viel hem op, waardoor hij dacht dat het schilderij alleen door Rembrandt geschilderd kon zijn. Het schilderij meet 94,5 bij 73,5 centimeter en dateert uit circa 1634. De datering is gebaseerd op de kanten kraag en hemd in Franse stijl, die slechts kort in de mode waren. De toeschrijving door Six aan Rembrandt werd bevestigd door Rembrandt-kenner Ernst van de Wetering. Six schreef er een boek over met de titel Rembrandts Portret van een jonge man, dat op 15 mei 2018 verscheen.
Van de Wetering gaf in september 2018 aan dat hij dacht dat het portret een restant was van een oorspronkelijk groter groepsportret. Het contrast in het gezicht van de jonge man is gering. Dit is een techniek die Rembrandt gebruikte bij personen die op de achtergrond stonden om diepte te suggereren.
In september 2018 werd een conflict openbaar tussen Six en de Alkmaarse kunsthandelaar Sander Bijl, die claimde dat Six een afspraak voor een gezamenlijke aankoop van het schilderij had geschonden. Bij het meningsverschil werd ook Ernst van de Wetering betrokken, die de kant koos van Bijl.

### Laat de kinderen tot mij komen
In september 2018 maakte Six publiek dat hij ook in 2014 een schilderij had ontdekt dat hij aan Rembrandt toeschreef, een Bijbelse voorstelling, waarop een zelfportret van de jonge Rembrandt te zien zou zijn, alsmede een portret van diens moeder.

### Kameelvan Jan Asselijn
In april 2021 kwam in de publiciteit dat Six opnieuw afspraken tot gezamenlijke koop zou hebben geschonden bij de aankoop van het schilderij Kameel van Jan Asselijn. Een anoniem opgevoerde kunstkoper betichtte Six ervan het schilderij in 2014 in het geheim te hebben gekocht met een andere compagnon zonder hem op de hoogte te hebben gesteld.
- Gemeinsame Normdatei: 1124038108
- International Standard Name Identifier: 0000 0004 5054 1761
- Library of Congress Control Number: no2015075085
- Nationale Bibliotheek van Tsjechië: xx0234290
- Nationale Bibliotheek van Israël: 987007362354405171
- RKD-Nederlands Instituut voor Kunstgeschiedenis: 445878
- Système universitaire de documentation: 230613365
- Virtual International Authority File: 316556744
- WorldCat: E39PBJqVWryhRTb3McXkcmFYfq